# Signalhorn (Silvretta)

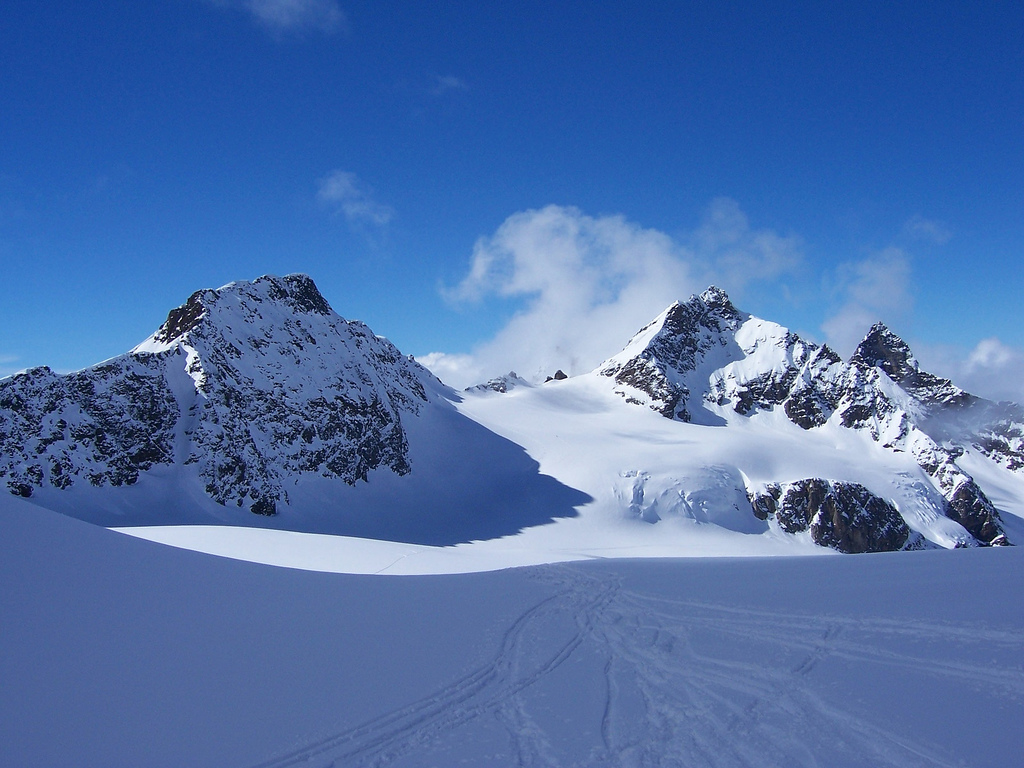
Signalhorn (links), Egghornlücke, Silvrettahorn

Das Signalhorn ist ein Berg in den Alpen an der Grenze zwischen Österreich und der Schweiz.
Der Gipfel liegt auf einer Höhe von 3207 m ü. M. auf der Grenze der Schweizer Gemeinden Klosters (Prättigau) und Zernez (Engadin) zum österreichischen Gaschurn (Montafon). Er ist von der Silvrettahütte aus im Schwierigkeitsgrad WS erreichbar.